# Réserve de substitution en Nouvelle-Aquitaine
Pour un article plus général, voir Réserve de substitution en France.
Pour les mouvements d'opposition aux réserves de substitution, voir Mouvements d'opposition aux méga-bassines en France.
La région Nouvelle-Aquitaine, première région agricole irriguée, contient un grand nombre de réserves de substitution, construites ou en projet.
Ces réserves de substitution (ou méga-bassines dans les médias pour les plus imposantes) sont des retenues d'eau destinées au stockage agricole de l'eau qui sont remplies durant l'hiver en pompant dans l'eau des nappes phréatiques, ou parfois dans des cours d'eau, et utilisées durant l'été. Dans l'ancienne région Poitou-Charentes, ce type d'installation est apparu dans les années 2000, dans le bassin de l’Aume-Couture, dans le département de la Charente, puis les projets se sont multipliés à partir de 2010 avec de fortes incitations financières.
La plupart de ces projets ont fait l'objet de contentieux, plus spécialement au regard de la Loi sur l'eau et les milieux aquatiques et certaines manifestations, parfois violentes, ont eu lieu en 2022, 2023 et 2024. Le débat propre aux réserves de substitution s’insère dans un débat plus large lié aux retenues utilisées pour l’irrigation agricole, quel que soit leur type, et à un certain modèle d'agriculture intensive. Pour les opposants, ces retenues constituent, en lien avec le réchauffement climatique, un risque pour l’augmentation de la sévérité et de la longueur des sécheresses. Elles sont source d’une perte en quantité et en qualité d’eau nécessaire au bon équilibre des milieux, mais aussi ces aménagements sont sources d’iniquité entre agriculteurs, et représentatifs d’un modèle agricole productiviste jugé périmé. Il s'agit, selon eux, d'une mal-adaptation au changement climatique. Pour les tenants des retenues ou réserves de substitution, elles sont la solution d’une agriculture dite raisonnée, en attente d’une agriculture vraiment durable, à défaut de laquelle on assisterait à une irrigation importée non durable. Elles devraient être accompagnées d’un projet de territoire unissant l’ensemble des acteurs de l’eau autour d'objectifs de maintien et d'enrichissement des milieux.
En 2024, 100 réserves de substitution sont construites ou en projet et font ou ont fait l'objet de contentieux.

## Contexte agricole et hydraulique

### Découpage en bassins hydrographiques

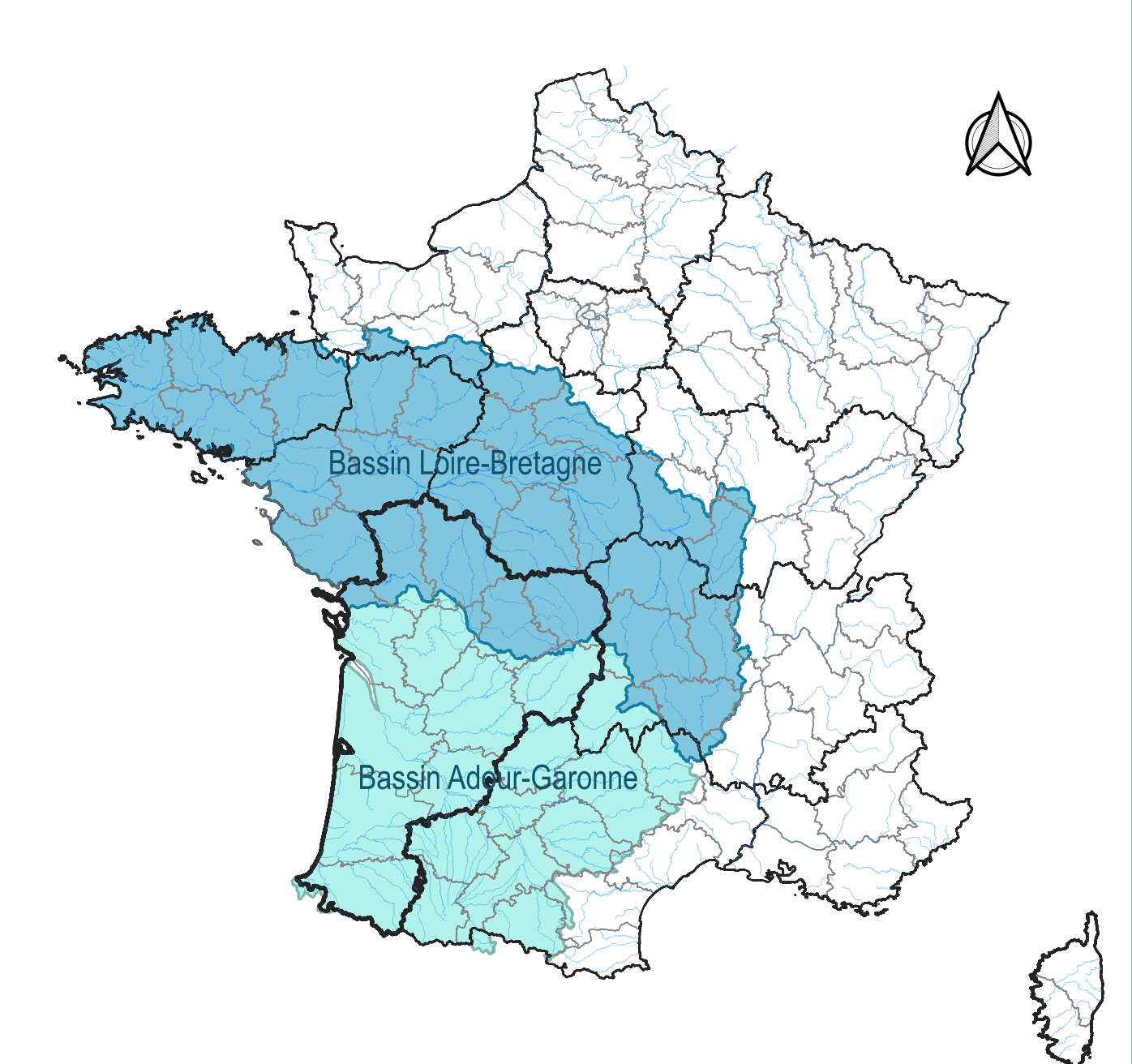
La Nouvelle-Aquitaine se répartit en deux bassins hydrographiques (Loire-Bretagne et Adour-Garonne).

La Nouvelle-Aquitaine se répartit en deux bassins hydrographiques (Loire-Bretagne et Adour-Garonne)

### Production agricole
Un rapport d’expertise collective, réalisé par l'INRA et publié en 2006, fait le point sur la vulnérabilité de l’agriculture française à un risque accru de manque d'eau et les modalités pour y remédier. Ce rapport fait état qu’en 2000, la production de maïs (grain et semence) représentait 50 % de la sole irriguée en France, soit environ 781 000 ha (66 % dans le Sud-Ouest), suivi de l’horticulture (18 %) et des oléagineux (10 %). Sur la période 1988-2000, la moitié de l’accroissement de la surface irriguée totale en France est associée au développement du maïs irrigué, dont la culture se répartit en 2000 dans trois régions : 10 500 producteurs en Aquitaine, autant en Midi-Pyrénées, et 4 800 en Poitou-Charentes, sur un total de 41700. La production nationale de maïs est relativement stable dans les années 2000 et 2010, puisqu'elle passe de 15,9 millions de tonnes en 2000 à 15,5 en 2021. La situation est toutefois variable selon les bassins et départements. Dans le bassin Sèvre Niortaise et Mignon, le maïs grain, qui représentait plus de 80 % des surfaces irriguées au début des années 2000, n’en occupe plus qu’un tiers en 2022. Dans le département des Deux-Sèvres, les surfaces de maïs irrigué (grain et ensilage) ont été divisées par deux en 10 ans et par presque trois en 20 ans, entre 2001 et 2022.

### Irrigation des terres

Part de la superficie irriguée dans la superficie agricole utilisée (SAU) en 2020 (%) en région Nouvelle-Aquitaine.

La Nouvelle-Aquitaine est la première région agricole irriguée. En 2020, 13 420 exploitations irriguent 11 % de la surface agricole régionale. En moyenne, leur assolement est de 84 ha dont 31 irrigués. Les surfaces en maïs irrigué diminuent nettement en vingt ans au profit des oléagineux, légumes, vergers et surfaces fourragères[réf. à confirmer].
Selon l'étude de 2006, l'ancienne région Poitou-Charentes se caractérise par une pénurie d’eau chronique. L'insuffisance de la ressource en eau se traduit par des « assecs » de rivières importants lors des étés secs précédés d'hiver peu pluvieux. Lors de ces années, de nombreuses nappes phréatiques présentent des remplissages hivernaux insuffisants. Face à ces problèmes, les départements ont mis en place depuis les années 1990 des procédures réglementaires visant à adapter les consommations à l'état des ressources et donc à interdire des pompages en nappe l'été. Le rapport note, pour contourner ces interdictions, une volonté forte de développer des réserves de substitution bâchées réalimentées l'hiver à partir des cours d’eau. Les deux unités de gestion principales sont le bassin de la Charente (système rivières alimentées par barrages – nappes, unité de gestion de 10 000 km3, deux barrages soit 20 hm3 ) et la Sèvre Niortaise (unité de gestion de 1 250 km3, 1 retenue de 15 hm3 ).
Les grandes cultures occupent en 2000 près de 45 % de la surface agricole utilisée (SAU) dont 9,6 % sont irrigués soit près de 170 000 ha, sur presque 6000 exploitations agricoles. Les cultures les plus irriguées sont les grandes cultures (86 % de la surface irriguée en 2000) et très majoritairement le maïs. L'eau d'irrigation provient essentiellement des forages (50 % des ressources) et des pompages en rivière (30 % des ressources) ; les retenues ne représentent que 10 % des ressources.

## Histoire

### Années 2000: premières réserves de substitution
En 2006, on dénombre neuf réserves de substitution en Poitou-Charentes (totalisant 1 538 400 m3) construites entre 1998 et 2003 dans le bassin de l’Osme-Couture. Les premières ont été construites par des individuels, les autres l’ont été par des associations syndicales autorisées (ASA). Ces bassines sont l’objet de polémiques car, même soutenues par l’État, leur projet de construction font l’objet de recours devant le tribunal administratif par des associations de défense de l’environnement. La plus virulente est l’APAPPA (Association Protection et Avenir du Patrimoine en Pays d’Aigre).

### Années 2010: multiplication des projets et premiers contentieux
En 2012, la Coopérative agricole de Poitou-Charentes dénombre 21 bassins hydrologiques concernés par 200 projets de réserve, soit 42,7 millions de m3 répartis par département de la manière suivante (Irrigo Coop, 2013) : 
- Charente : 20 réserves pour 2,9 millions de m3
- Charente-Maritime : 65 réserves pour 19,4 millions de m3
- Deux-Sèvres : 33 réserves pour 11,9 millions de m3 dont 27 projets dans le bassin Sèvre Niortaise Marais Poitevin (8,94 millions de m3 )
- Vienne : 82 réserves pour 13 millions de m3 De nombreux projets en cours n’ont pas entamé les études. Le volume final pourrait être inférieur à ces 47 Mm3 si les études font apparaître des projets non viables pour des raisons économiques et/ou techniques.

Un grand nombre de ces projets n'a pas abouti, mais certains continuent à être instruits et combattus. C’est notamment le cas dans les Deux-Sèvres, du projet de seize « retenues de substitution » ayant vocation à accueillir 6,2 millions de mètres cubes d’eau à destination des exploitants agricoles, porté par la Société coopérative anonyme de l’eau des Deux-Sèvres, la Coop 79. et combattu par les militants des « Soulèvements de la Terre » et de « Bassines non merci ».

## Répartition des contentieux par département
En 2024, sur les 100 réserves de substitution projetées en Nouvelle-Aquitaine, 56 sont autorisées, libérées de tout recours, 13 sont définitivement interdites et 31 sont en cours d'instruction. 4 sont construites ou en cours de construction (Mauzé-sur-le-Mignon (SEV10) en septembre 2021, Sainte-Soline (SEV15) en octobre 2022, Priaires (SEV2) en septembre 2023, Epannes (SEV5) en février 2024).
| Département       | Porteur du projet                                  | Nb réserves | Volume (en millions m3)           | Autorisation préfectorale | Contentieux 1ère instance | Contentieux 1ère instance                               | Recours en appel                  | Recours en appel                                                      | Statut final A: Autorisées I:Interdites C: Construites | Statut final A: Autorisées I:Interdites C: Construites | Statut final A: Autorisées I:Interdites C: Construites |
| Département       | Porteur du projet                                  | Nb réserves | Volume (en millions m3)           | Autorisation préfectorale | Déposé le                 | Résultat                                                | Déposé le                         | Résultat                                                              | A                                                      | I                                                      | C                                                      |
| ----------------- | -------------------------------------------------- | ----------- | --------------------------------- | ------------------------- | ------------------------- | ------------------------------------------------------- | --------------------------------- | --------------------------------------------------------------------- | ------------------------------------------------------ | ------------------------------------------------------ | ------------------------------------------------------ |
| Vienne            | SCAGE Clouère                                      | 8           | 1,6                               | 7 juillet 2017            | 7 novembre 2017           | gagné le 6 juin 2019                                    | recours du Ministère en août 2019 | gagné en juin 2020                                                    | 8                                                      |                                                        |                                                        |
| Vienne            | SCAGE Dive Bouleure Clain Amont                    | 6           | 2,18                              | 30 oct 2017               | 2018                      | rejet le 24 juillet 2020                                | 24 juillet 2020                   | Rejet le 4 avril 2023, puis en CE le 6 mai 2024                       | 6                                                      |                                                        |                                                        |
| Vienne            | SCAGE de l'Auxances                                | 6           | 2,55                              | 10 nov 2017               | 2018                      | rejet le 4 juin 2020                                    | 24 juillet 2020                   | Rejet le 4 avril 2023, puis en CE le 6 mai 2024                       | 6                                                      |                                                        |                                                        |
| Vienne            | SCAGE du Clain moyen                               | 15          | 3,29                              | 7 décembre 2017           | 2018                      | rejet le 4 juin 2020                                    | 24 juillet 2020                   | Rejet le 4 avril 2023, puis en CE le 6 mai 2024                       | 15                                                     |                                                        |                                                        |
| Vienne            | SCAGE de la Pallu                                  | 6           | 1,48                              | 20 mai 2021,              | sep 2021                  | gagné le 3 oct 2023,                                    | Recours du Ministère en déc 2023  |                                                                       |                                                        |                                                        |                                                        |
| Vienne            | SCAGE 79 (Coop'79) (bassin Sèvre niortaise-Mignon) | 1           | 0,3                               | 23 oct 2017               |                           | sursis à statuer le 27 mai 2021 Rejet le 11 avril 2023. |                                   |                                                                       |                                                        |                                                        |                                                        |
| Deux-Sèvres       | SCAGE 79 (Coop'79) (bassin Sèvre niortaise-Mignon) | 13          |                                   | 23 octobre 2017           |                           | sursis à statuer le 27 mai 2021 Rejet le 11 avril 2023  |                                   |                                                                       |                                                        |                                                        | 4                                                      |
| Deux-Sèvres       | ASA Aume-Couture                                   | 2           | 0,31,                             | 20 janvier 2021           | 27 mai 2021               | gagné le 3 octobre 2023                                 | Recours du Ministère en déc 2023  |                                                                       |                                                        |                                                        |                                                        |
| Charente          | ASA Aume-Couture                                   | 7           | 1.28,                             | 20 janvier 2021           | 27 mai 2021               | gagné le 3 octobre 2023                                 | Recours du Ministère en déc 2023  |                                                                       |                                                        |                                                        |                                                        |
| Charente-Maritime | ASA de Benon                                       | 2           | 0,3                               | 6 août 2012               |                           | rejet TA le 22 oct 2015                                 |                                   | Rejet CA Bordeaux le 29 décembre 2017 puis en cassation le 6 sep 2019 |                                                        | 2                                                      |                                                        |
| Charente-Maritime | SCAGE 79 (Coop'79) (bassin Sèvre niortaise-Mignon) | 2           |                                   | 23 oct 2017               |                           | sursis à statuer le 27 mai 2021 Rejet le 11 avril 2023  |                                   |                                                                       |                                                        |                                                        |                                                        |
| Charente-Maritime | SIRES 17 (bassin de la Boutonne)                   | 21          |                                   | 26 sep 2018               |                           | arrêtés annulés le 4 février 2021                       |                                   | arrêtés validés le 28 mai 2024,                                       | 21                                                     |                                                        |                                                        |
| Charente-Maritime | SIRES 17 (bassin du Curé)                          | 6           |                                   | 21 janvier 2019           |                           | arrêté annulé le 4 juin 2020                            |                                   | Annulation confirmée par CA Bordeaux le 21 janvier 2023               |                                                        | 6                                                      |                                                        |
| Charente-Maritime | ASAI des Roches                                    | 5           | 1ère autorisation le 19 mars 2008 |                           |                           | dernier rejet :juin 2018                                |                                   | Rejet CA Bordeaux le 17 mai 2022, puis en cassation le 2 février 2023 |                                                        | 5                                                      |                                                        |
| Total général     |                                                    | 100         |                                   |                           |                           |                                                         |                                   |                                                                       | 56                                                     | 13                                                     | 4                                                      |

## Bassin Sèvre Niortaise Marais poitevin

### Descriptif du territoire
Le territoire est situé au sud du bassin Loire-Bretagne, partiellement dans l'ancienne région Poitou-Charentes et partiellement dans la région Pays de la Loire. Il comporte quatre bassins (Lay, Vendée, Curé, Sèvre Niortaise, marais mouillé) se répartissant en 17 sous-bassins. Sur le plan de la gestion quantitative et qualitative des eaux, il est couvert par le schéma directeur d'aménagement et de gestion des eaux (SDAGE) Loire-Bretagne, au niveau du bassin hydrographique  et trois SAGE : Sèvre Niortaise et Marais Poitevin, Vendée et Lay.

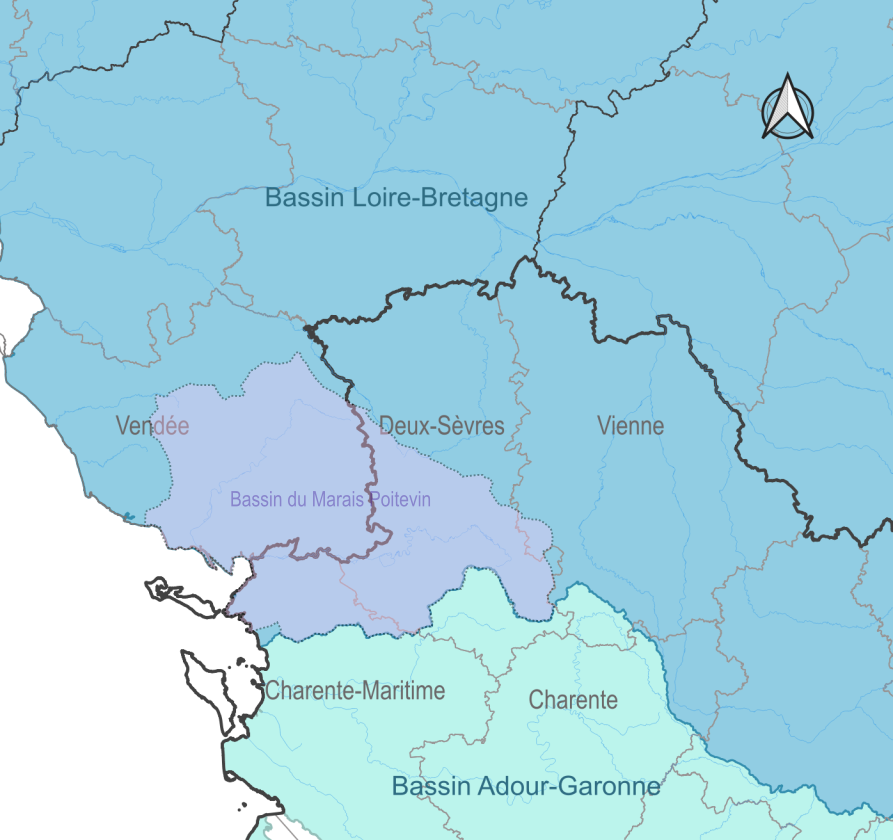
Le territoire de l'OUGC du bassin du Marais Poitevin est à cheval sur deux régions administratives, au sein du bassin Loire-Bretagne.
Carte du territoire Sèvre Niortaise et Marais Poitevin, avec représentation des CTGQ Sèvre Niortaise Mignon et Curé.
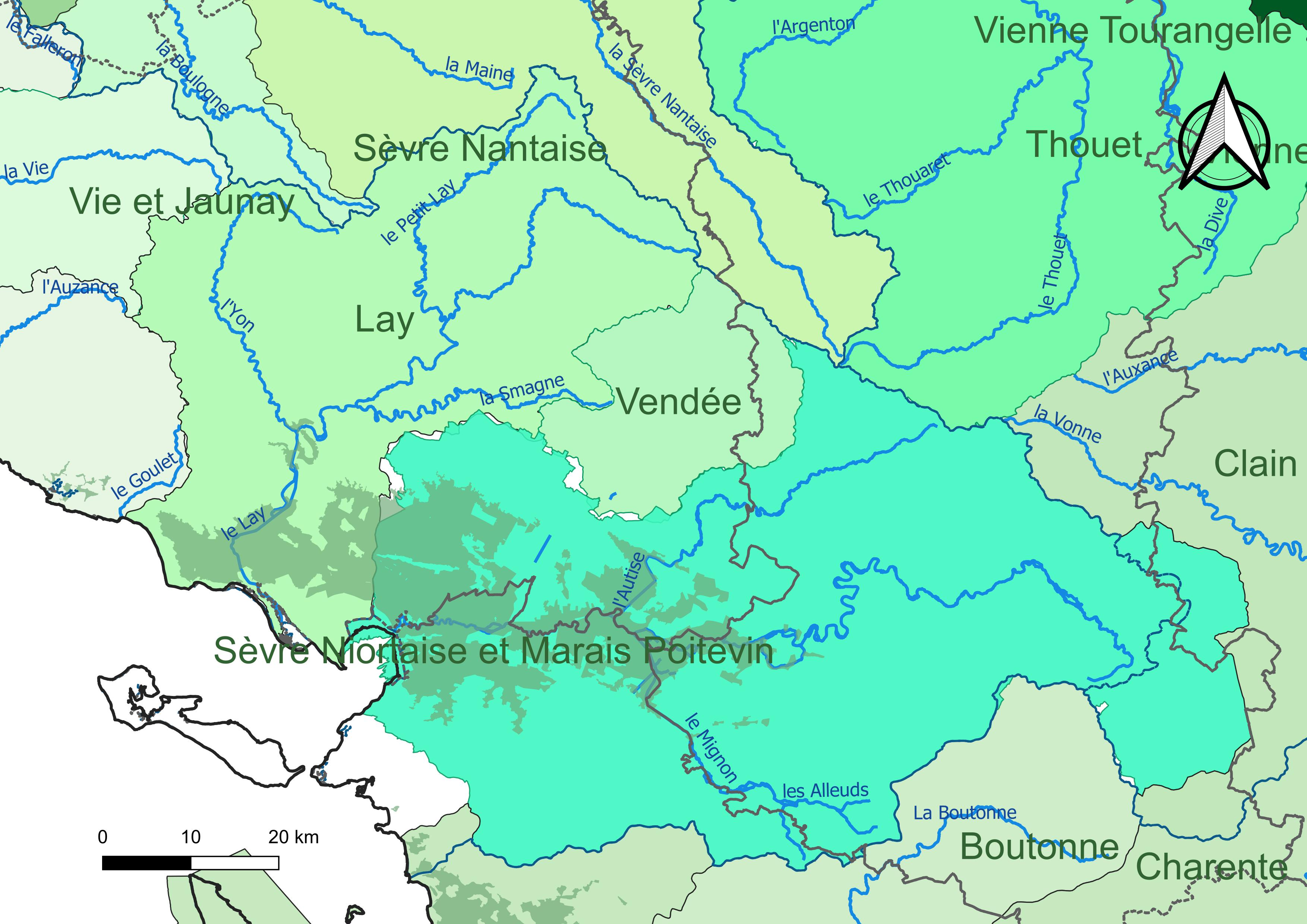
Le territoire est couvert par trois SAGE (Sèvre Niortaise et Marais Poitevin, Vendée et Lay)[Note 10] - en gris-vert, le Marais Poitevin.

#### Marais Poitevin: Premiers contentieux, la France condamnée par l'Europe
Le premier contentieux sur ce territoire ne concerne pas des réserves de substitution puisque le concept n'existait pas encore, mais le Marais poitevin. En 1989, la Coordination pour la défense du Marais Poitevin dépose un recours auprès de la Commission européenne qui elle-même saisit la Cour de Justice des Communautés Européennes en 1998. La procédure aboutit à une première condamnation de la France pour manquement à ses obligations de protection du Marais poitevin. En 2002, la Commission européenne adresse un nouvel « arrêt motivé » à la France, considérant que l'arrêt de la Cour de Luxembourg de 1999 n’a toujours pas reçu les mesures d’exécution attendues. En août 2003, la Commission Européenne reconnait les efforts réalisés s’agissant de la désignation de nouveaux secteurs comme Zones de protection spéciales (ZPS) et la procédure est classée sans suite en 2005.

#### Programmes d'actions de retour à l'équilibre

Chronologie du PTGE Sèvre Niortaise et Marais Poitevin,.

En 2006 est créé le « Plan d’action gouvernemental pour le Marais poitevin » qui a pour objectif de préserver le patrimoine naturel de ce territoire qui comporte un site « Natura 2000 », une opération « Grand site de France » et un parc naturel régional. Il comprend des mesures agro-environnementales, des opérations de gestion hydraulique, de préservation des milieux et de développement touristique.
Sur le territoire du Marais poitevin, les bassins du Lay, de la Vendée et de l'Autize ont, à partir des années 2000, mis en œuvre des programmes d’actions pour un retour à une gestion équilibrée de la ressource comprenant la construction de réserves de substitution : d'abord le programme des Autizes (2006-2011), puis le CTGQ de la Vendée (2014-2019) et le  CTGQ du Lay (2014-2018). Ils ont été suivis par des programmes concernant les deux autres bassins constituant le territoire : le CTGQ Sèvre Niortaise et Mignon (2018-2022) et le CTGQ du bassin du Curé (2016-2020), chacun étant assorti de projets de constructions de réserves. Une évaluation en a été faite en 2021 par un groupements de bureaux d'études d"hydologie pour le compte de l'agence de l'eau Loire-Bretagne. Chacun de ces programmes est détaillé par bassin ci-après
Conformément à l’instruction ministérielle du 7 mai 2019, ces différents contrats doivent évoluer ensuite vers des projets de territoires présentant une approche globale, à savoir pas uniquement quantitative, et associant l'ensemble des acteurs.

#### Autorisation unique de prélèvement de l'eau Sèvre niortaise et Marais Poitevin
L’autorisation unique de prélèvement (AUP) permet de substituer l’ensemble des autorisations individuelles de prélèvement par une autorisation unique. Ainsi, l'Organisme Unique de Gestion Collective (OUGC) intervient pour le compte de tous les irrigants dans la demande des volumes. En retour l'OUGC doit proposer un plan de répartition des volumes autorisés. La chronologie de l'AUP du bassin de la Sèvre niortaise et du Marais Poitevin est la suivante.
L'AUP est délivrée à l'OUGC du bassin de la Sèvre niortaise et du Marais Poitevin (l'établissement public du Marais Poitevin) le 12 juillet 2016 pour une période se terminant le 31 décembre 2022. Elle se substitue de plein droit à l’ensemble des autorisations individuelles.
Mais, à la suite d'un recours déposé auprès du Tribunal administratif de Poitiers par Nature Environnement 17, cette AUP est annulée le 9 mai 2019 par décision du tribunal. Ce jugement a pour conséquence l’annulation différée de l’autorisation administrative de gestion collective de l’eau pour l’agriculture à compter du 1er avril 2021, et demande une révision des volumes autorisés pour 2019 et 2020 (limitation des prélèvements à hauteur de la moyenne des consommations réalisées pendant les 10 dernières années).
Une nouvelle autorisation unique pluriannuelle de prélèvement est prescrite par arrêté préfectoral inter-départemental du 9 novembre 2021. Elle autorise l'établissement public du Marais Poitevin à procéder, sur les 17 bassins dont il a la gestion en tant qu'OUGC, à des prélèvements annuels pour la période du 1er avril 2021 au 31 mars 2022 de l’ordre de 87 millions de m3, dont 44 millions de m3 en période de basses eaux et 43 millions de m3 en période de hautes eaux, avec un plan de répartition entre exploitants donné en annexe. Elle définit également une stratégie d’atteinte de l’équilibre quantitatif ayant pour objectif d’atteindre, pour la période du 1er avril 2025 au 31 mars 2026, des prélèvements de l’ordre de 30 millions de m3 en période de basses eaux, correspondant aux volumes prélevables provisoires définis par la préfète de la région Nouvelle-Aquitaine, préfète coordinatrice des actions de l’État pour le Marais poitevin.
Mais le tribunal administratif de Poitiers annule cet arrêté par un jugement du 9 juillet 2024, à la demande de l'association Nature Environnement 17, considérant que les volumes autorisés sont similaires à ceux mentionnés dans la première autorisation de juillet 2016 qu'il avait annulée en mai 2019, annulation qu'avait confirmée la cour administrative d'appel de Bordeaux en juin 2021, et en tout état de cause supérieurs d’environ 30 % à ceux antérieurement réalisés annuellement. Afin de permettre la poursuite de l'irrigation, le tribunal délivre lui-même une autorisation de prélèvement provisoire, avec des volumes de prélèvement réduits,.

## Bassin Sèvre Niortaise et Mignon

### Contrats territoriaux de gestion de l'eau

#### CTGQ Sèvre Niortaise Mignon (2018-2022)
Un premier contrat signé en 2012 pour la période 2013-2017 n'aboutit pas. Il avait pour objet l'accompagnement des irrigants vers le respect des volumes cibles prélevables en étiage. Il comportait l’accompagnement des actions d’économie d’eau et la réalisation de l'ensemble des études et concertations nécessaires pour l'obtention des autorisations administratives du projet de construction de 19 retenues de substitution (pas de travaux, études et animation essentiellement). La complexité de mise en œuvre (enquêtes publiques, construction des plans de financement) n'a pas permis l'aboutissement de projet de réserves sur la durée du contrat.
Le nouveau contrat porte sur la période 2018-2022. Il est validé par le conseil d'administration de l'agence de l'eau le 9 novembre 2017, puis, après le protocole de 2018, validé le 27 mai 2019 par la Commission locale de l'eau du SAGE de la Sèvre niortaise marais poitevin et enfin signé le 11 juillet 2019. Il comprend entre autres toujours la construction de 16 réserves de substitution.

#### PTGE Sèvre Niortaise - Mignon (à partir de 2023)
Le PTGE de la Sèvre Niortaise et du Mignon est constitué de 3 documents :
- le projet de territoire du bassin de la Sèvre niortaise-marais poitevin approuvé par la CLE du SAGE SNMP le 7 juillet 2017
- le protocole d’accord pour une agriculture durable dans le territoire du bassin de la Sèvre niortaise et du Mignon du 18 décembre 2018
- le contrat territorial de gestion quantitative de l’eau (CTGQ) 2019-2021 déclinant le protocole

https://www.deux-sevres.gouv.fr/index.php/contenu/telechargement/55117/448280/file/4_DDT79_DIA_PTGE_CES_V3.pdf
https://www.ouest-france.fr/environnement/eau/de-reelles-avancees-constatees-dans-le-cadre-du-protocole-autour-de-la-creation-de-bassines-f62b55fa-0a0b-11ef-943a-cd1e31449f57

### Caractéristiques

Carte du CTGQ Sèvre niortaise Mignon, avec représentation des réserves portées par l'ASAI des Roches.

| - Bassin hydrographique : Loire-Bretagne - Territoire : Sèvre Niortaise et Mignon - Projet de 5 réserves dans la Charente-Maritime - communes concernées : Cram-Chaban (3), La Grève-sur-Mignon, La Laigne - Porteur du projet : association syndicale autorisée d'irrigation des Roches - Caractéristiques du projet : 5 réserves pour 1,4 million de mètres cubes stockés - Bénéficiaires : plusieurs exploitants agricoles irrigants du département de la Charente-Maritime - Organisme unique de gestion collective (OUGC) : Établissement public du marais poitevin - OUGC délégué : chambre d’agriculture de la Charente-Maritime |

#### Procédures judiciaires iées à la construction des réserves
2023 : le pourvoi en cassation intenté par l'association syndicale est rejeté par le Conseil d'État le 2 février 2023. L'association soutenait que l'arrêt de Bordeaux est entaché « d'une insuffisance de motivation en ce qu'il se fonde sur des motifs hypothétiques » et plusieurs « dénaturations des pièces du dossier », mais le Conseil d'État estime qu'« aucun de ces moyens n’est de nature à permettre l'admission du pourvoi »,. Le 6 mars, une nouvelle plainte pour exploitation illégale est déposée.
Suite : l'association syndicale envisage de refaire une demande d'autorisation avec une nouvelle étude d'impact,.

#### Procédures judiciaires liées aux manifestations de 2021
En novembre 2021, des militants dégradent la membrane d'étanchéité d'une des trois réserves de substitution de Cram-Chaban pour rendre le réservoir inopérant.
Deux procès en correctionnelle ont lieu à Niort et à La Rochelle en janvier 2023 concernant ces dégradations sur les retenues d’eau de Cram-Chaban (Charente-Maritime) et de Mauzé-sur-le-Mignon (Deux-Sèvres) en 2021. Sept militants anti-bassines âgés de 28 à 60 ans sont poursuivis. Des moyens exceptionnels ont été mis en œuvre pour retrouver les personnes suspectées d’avoir commis les dégradations. Leurs avocats dénoncent un « acharnement juridique » à leur encontre.
Deux citoyens trentenaires sont finalement reconnus coupables le 2 mars 2023 par le tribunal correctionnel de La Rochelle pour la dégradation de la bassine de Cram-Chaban et sont condamnés chacun à 500 euros d’amende, dont 200 euros avec sursis, mais il n’est en revanche pas retenu de peine de prison avec sursis à l’encontre des deux hommes, comme l’avait réclamé en janvier le représentant du ministère public. Dans le cadre des poursuites pour « dommages-intérêts » engagées par l’Asai des Roches à l’égard des deux militants anti-bassines, une audience spéciale se tiendra le 7 septembre 2023. Les irrigants chiffrent les préjudices à un demi-million d'euros,.

### Projet de la Coop'79 (16 réserves)

#### Caractéristiques du territoire

Carte du CTGQ Sèvre niortaise Mignon, avec représentation des réserves portées par la Coop79.

| - Bassin hydrographique : Loire-Bretagne - Territoire : Sèvre Niortaise et Mignon - Projet initial de 19 réserves donc 15 dans les Deux-Sèvres, 2 dans la Charente-Maritime, 2 dans la Vienne, ramené à 16 - Porteur du projet : Société Coopérative de l'Eau des Deux-Sèvres (dite Coop'79) - Caractéristiques du projet : 16 réserves pour 6,2 millions de mètres cubes stockés - Prélèvements (milieux étés et réserves) : 16,4 millions de mètres cubes, ramené à 12,7 puis 11,9 - Bénéficiaires : 218 exploitants agricoles irrigants du département des Deux-Sèvres, de la Vienne et de la Charente-Maritime - Organisme unique de gestion collective (OUGC) : Établissement public du marais poitevin - OUGC délégués : chambres d’agriculture des Deux-Sèvres, de la Vienne et de la Charente-Maritime - Investissements : 55 M€, dont 38 M€ de subventions (sur la base du projet initial) |

Le remplissage des retenues est effectué par des forages existants à partir des eaux souterraines avec quelques cas particuliers où le remplissage provient partiellement de cours d'eau (à Salles à partir du Pamproux au niveau d'Avernant par une station d’exhaure existante réaménagée, à Aiffres à partir de la Guirande au niveau du Bas Mairé par une nouvelle station d’exhaure, à Rouillé à partir d’eau de ruissellement captée au niveau du hameau Le Grand Breuil, à Sainte-Soline à partir d’eau de drainage captée sur le site de la retenue) page 8

#### Liste des réserves
Les 16 réserves projetées sur le bassin se répartissent en : 13 dans les Deux-Sèvres, 2 en Charente-Maritime, 1 dans la Vienne. Le détail est le suivant.
| Désignation | Commune                  | Lieu-dit                  | Capacité de la retenue (en m3) | Volume utile (en m3) |
| ----------- | ------------------------ | ------------------------- | ------------------------------ | -------------------- |
| SEV2        | Val-du-Mignon            | Champs de Verdais         | 167 662                        | 160 621              |
| SEV4        | La Grève-sur-Mignon (17) | Les Sablières             | 385 535                        | 364 956              |
| SEV5        | Épannes                  | Le Fief de Ribra          | 238 407                        | 230 074              |
| SEV7        | Amure                    | Le Buisson de la Roue     | 627 143                        | 543 943              |
| SEV9        | Saint-Félix (17)         | Les Ardillaux             | 445 619                        | 421 367              |
| SEV10       | Mauzé-sur-le-Mignon      | Le Fief du Petit Bitard   | 393 657                        | 371 198              |
| SEV12       | Plaine-d'Argenson        | Les Chagnasse s à Moulins | 445 368                        | 413 316              |
| SEV14       | Saint-Sauvant (86)       | Bois de la Châgnée        | 318 037                        | 292 162              |
| SEV15       | Sainte-Soline            | Les Terres Rouges         | 719 343                        | 627 868              |
| SEV16       | Salles                   | Plaine de Grand Pré       | 415 319                        | 364 620              |
| SEV17       | Mauzé-sur-le-Mignon      | Fief Nouveau              | 263 456                        | 241 000              |
| SEV21       | Plaine-d'Argenson        | Fief de Pairé             | 521 364                        | 489 840              |
| SEV23       | Aiffres                  | Gratte-Loup               | 499 079                        | 450 120              |
| SEV24       | Messe                    | La Queue à Torse          | 468 959                        | 447 201              |
| SEV26       | Aigondigné               | La Voie du Puits          | 491 582                        | 460 600              |
| SEV30       | Mauzé-sur-le-Mignon      | Le Champs des Pierres     | 328 913                        | 315 458              |
| Totaux      |                          |                           | 6 729 443                      | 6 194 344            |

Le remplissage des retenues est effectué par des forages existants à partir des eaux souterraines avec quelques cas particuliers

#### Procédures judiciaires iées à la construction des réserves
2017 : autorisation de 19 retenues - volume initial de 16,4 Mm3
Le projet de création de 19 réserves de substitution sur le bassin de la Sèvre Niortaise et du Marais Poitevin, dont les premières études remontent à 2011 et qui s'inscrit dans le cadre d'un contrat territorial, fait l’objet d’une enquête publique en mars 2017. Le porteur de projet produit en mai 2017 un mémoire en réponse aux observations soulevées,. Le projet est autorisé par arrêté inter-préfectoral le 23 octobre 2017, portant autorisation unique au titre de l'article L214-3 du code de l'environnement.
2018 : recours et médiation, volume ramené de 16,4 à 12,7 Mm3
À la suite du recours déposé par 11 associations environnementales en février 2018, une médiation menée par la préfecture des Deux-Sèvres entre mai et novembre 2018 réunit l’ensemble des acteurs du territoire et permet d'aboutir à un consensus qui est traduit le 18 décembre 2018 dans un protocole d’accord qui prévoit une réduction du volume de projet de 16,4 Mm3 à 12,7 Mm3, notamment avec l’abandon de 3 réserves et la diminution de volume de certaines,.
Outre la réduction de volume, l’abandon de 3 réserves et la diminution de volume de certaines, le protocole inclut aussi des engagements de transition agroécologique, aussi bien au niveau des exploitations que des acteurs économiques tels que les coopératives agricoles et négoces. Ce protocole d‘accord est traduit dans un contrat territorial de gestion quantitative Sèvre Niortaise Mignon (CTGQ SNMi) signé en 2019 qui contractualise par ailleurs la mise en place des engagements de changement de pratiques agricoles et structure les commissions évaluatives de ces engagements.
Selon la Chambre d'agriculture des Deux-Sèvres, favorable au projet puisqu'elle est OUGC déléguée, le projet permet d'envisager une réduction de 60 % des volumes prélevés en été,. Le suivi des surfaces en maïs irrigué montre qu’elles ont été divisées par deux depuis 10 ans et par presque trois depuis 20 ans.
|                  | 2006 | 2015 | 2025 | 2025/2005 |
| ---------------- | ---- | ---- | ---- | --------- |
| Été (étiage)     | 14,8 | 11   | 6    | -59 %     |
| Hiver (contrôlé) | 0    | 2    | 6,7  |           |
| Total (prélevé)  | 14,8 | 13   | 12,7 | -15 %     |

2019 : signature du contrat territorial
Le protocole d'accord de 2018 est traduit dans un contrat territorial de gestion quantitative Sèvre Niortaise Mignon validé le 27 mai 2019 par la Commission locale de l'eau du SAGE de la Sèvre niortaise marais poitevin et enfin signé le 11 juillet 2019, qui contractualise par ailleurs la mise en place des engagements de changement de pratiques agricoles et structure les commissions évaluatives de ces engagements.
Un rapport présenté en juin 2020 à l’Assemblée nationale par la mission d’information sur la gestion des conflits d’usage en situation de pénurie d’eau constate sur la question du projet de la Sèvre niortaise que les opposants aux retenues considèrent que le protocole d’accord, signé en décembre 2018, quelques mois avant une instruction ministérielle de mai 2019, ne s’accorde pas avec les principes d’un projet de territoire pour la gestion de l’eau (PTGE) à plusieurs égards : la consultation publique n’a, selon eux, pas été satisfaisante car elle n’a pas réuni tous les acteurs et ce protocole favorise un acteur unique, l’agriculteur irrigant, au lieu de porter une vision d’ensemble visant la sobriété pour tous les usages.
2020 : nouvel arrêté validant le protocole (16 réserves, 12,7 Mm3)
Les modifications du protocole d'accord étant non substantielles, un arrêté préfectoral portant prescription complémentaire à l’arrêté initial est signé le 20 juillet 2020. Il autorise la construction et l’exploitation désormais de 16 réserves sur le bassin SNMP.
2021 : sursis à statuer pour 9 retenues, volume ramené à 11,9 Mm3 - Plusieurs associations de défense de l’environnement demandent au tribunal d'annuler ces deux arrêtés, conduisant à une nouvelle décision du tribunal le 26 mai 2021. Le tribunal juge que les volumes autorisés sont supérieurs au volume annuel maximal consommé durant la période de dix années précédant la délivrance de l’autorisation, c’est-à-dire à partir de l’année 2007, pour 9 des retenues. Estimant néanmoins que cette non-conformité est régularisable, le tribunal sursit à statuer pour laisser à l’autorité administrative la possibilité de prendre un nouvel arrêté, dans un délai de dix mois. Dans l’attente de cette régularisation, le tribunal suspend l’exécution des arrêtés en tant qu’ils concernent ces réserves,. En décembre 2021, ce volume prélevé est ramené de 12,7 à 11,9 Mm3 par le biais d'un second arrêté inter-préfectoral,.
Les travaux de la réserve SEV 17 de Mauzé-sur-le-Mignon débutent à l'automne 2021 et son premier remplissage a lieu à partir de décembre 2021.
2022 : levée du sursis à statuer et modalités de remplissage - Un nouvel arrêté préfectoral inter-départemental est soumis à enquête publique du 11 février au 11 mars 2022 puis est signé le 22 mars 2022. Il prescrit en particulier de nouvelles modalités de remplissage des 16 retenues autorisées.
Après un arrêt en attente des décisions judiciaires, les travaux de la réserve située à Sainte-Soline reprennent le 8 novembre 2022, une dizaine de jours après une manifestation ayant regroupé un millier d’opposants, émaillée de heurts violents avec les gendarmes.
Critiques concernant le rapport du BRGM publié en 2022 
Une analyse critique du rapport du BRGM publié en juillet 2022 a été présentée en février 2023 par Ann-Morwenn Pastier, Docteure en sciences de la Terre, spécialisée en géomorphologie, intervenant auprès du collectif « Bassines, non merci »,.
La principale critique porte sur le modèle utilisé pour établir les simulations hydrologiques pour le projet. Ce modèle, dénommé « Jurassique » est en effet un modèle régional de gestion des nappes du Jurassique développé précédemment pour la région Poitou-Charentes qui « ne permet pas de déduire des incidences locales, les effets sur les petits cours d’eau, les zones humides… Car le réseau hydrologique se comporte différemment dans une maille et dans sa voisine, selon la porosité des couches géologiques, s’il y a une rivière souterraine ou non. ». Dans un communiqué publié en février 2023 le BRGM précise que ce modèle est « le seul existant actuellement permettant de répondre aux objectifs contractuels », à savoir tester les scénarios fournis par le maitre d'ouvrage,. Selon ce modèle, le projet de retenues 2021 pourrait permettre une remontée du niveau des nappes de plusieurs mètres en période d'étiage sur le bassin du Mignon et de la Courance, moins sur la partie amont de la Sèvre niortaise. La critique porte aussi sur la présentation des résultats en pourcentages de débits du cours d'eau gagnés, qui paraissent importants, mais qui, rapportés au débit réel qui est dérisoire (le petit cours d'eau du Mignon en l'occurrence), sont très faibles.
La deuxième critique porte sur les données de référence, et notamment la décennie 2000-2011, qui n'est pas du tout représentative des sécheresses récentes et à venir. Le BRGM précise qu'« en toute rigueur, cette période de référence ne permet pas de prendre en compte les conditions météorologiques récentes et encore moins futures. Mais elle permet d’évaluer ce qui se serait passé si les réserves de substitution avaient été mises en place au cours des années 2000-2011, sachant que ces années sont représentatives de situations météorologiques contrastées (années humides et sèches) ». Le BRGM ajoute que l'actualisation de ce modèle nécessite des moyens importants qui n’ont pas pu être mis en œuvre ces dernières années. Le communiqué précise que « la prise en compte des évolutions climatiques, non simulé dans l'étude, est importante. En effet, la récurrence de périodes de sécheresse hivernale pourrait conduire de manière répétée à des niveaux de nappe inférieurs aux seuils réglementaires, compromettant le remplissage des réserves certaines années ».
D'autres critiques portent sur certains aspects non pris en compte, comme l'évaporation, les usages, etc. Le BRGM précise que « Le devenir de l’eau dans les réserves (utilisation, évaporation…) est hors du périmètre de la simulation actuelle et ne faisait pas partie des questions posées au BRGM ». Le risque d'évaporation dénoncé par les opposants n'est de fait pas pris en compte dans le modèle.
2023 : Le 11 avril 2023, le tribunal de Poitiers rejette les contestations formulées par les associations requérantes contre le projet tel qu’il se présente à l’issue de ce dernier arrêté modificatif. Il rejette en particulier la critique tirée de ce que les modifications contenues dans le nouvel arrêté auraient dû entraîner une reprise intégrale de la procédure d’autorisation environnementale en raison des dangers ou inconvénients significatifs pour la ressource en eau et pour le milieu naturel qu’elles comportent. Il estime, notamment, que tant la nouvelle répartition des forages pour l’alimentation des réserves que les nouveaux seuils de remplissage n’avaient pas, par comparaison à la précédente mouture du projet, d’incidences significativement défavorables pour l’environnement.
Un nouveau recours est déposé auprès de la cour administrative d'appel de Bordeaux, et pourrait rendre ces bassines illégales en raison d'un manque de précision quant aux conséquences sur les nappes phréatiques et les rivières.

#### Procédures au niveau européen
2021 : le collectif Bassines non merci, dépose une pétition auprès de la Commission des pétitions du Parlement, afin d'alerter l'Union européenne sur le fait que le projet de construction de 16 bassines contrevient au droit européen, en particulier à la directive-cadre sur l'eau (DCE). Pour les militants, pas moins de neuf directives européennes seraient concernées,. En réponse à cette pétition et à la mise en cause de la France par l’association, la Commission européenne déclare « prendre très au sérieux » la question, en reconnaissant l’atteinte à 6 directives européennes concernant la réserve SEV17 à Mauzé-sur-le-Mignon. Dès lors, la France doit « présenter de manière transparente » le calcul des coûts financiers et environnementaux du projet, tout en mettant en garde contre d’éventuels « captages excessifs » d’eau dans les nappes. Selon le député européen Jérémy Decerle, il s’agit d’un simple appel à la vigilance. Les 22 ouvrages déjà construits dans le département voisin, en Vendée, ont en effet montré que ces réserves peuvent renflouer les nappes, et les maintenir à un niveau normal. Il y a un travail à mener sur les besoins et la mise en place de ces réserves, mais cela doit être étudié à l’échelle du territoire, sans nationaliser le débat.
2022 : le collectif Bassines non merci est auditionné par les parlementaires – en mars 2021 et juillet 2022. Une enquête parlementaire devait voir le jour, avec la venue sur place, dans le Marais poitevin, de la commission PETI, mais n'a finalement pas lieu, faute d'accord entre les partis.

## Bassin du Curé

### Contrats territoriaux de gestion de l'eau

#### CTGQ Curé (2016-2020)
Un Contrat territorial de gestion quantitative (CTGQ) a été signé en 2016 avec pour objectif d’atteindre un bon état quantitatif de la ressource en eau sur le bassin du Curé. Le volume « cible » à atteindre était de 4.7 Mm3 en 2021. Arrivé à échéance fin 2020, il n’a pas permis d’atteindre le bon état quantitatif. La mise en œuvre d’un deuxième CTGQ est conditionnée à l’élaboration d’un Projet de territoire pour la Gestion de l'Eau (PTGE) conforme à l’instruction gouvernementale du 7 mai 2019 et validé par le Préfet coordonnateur de bassin. Le SDAGE Loire-Bretagne 2022 – 2027 a accordé un délai supplémentaire à 2027 pour accompagner l’atteinte du volume « cible » en raison de la mise en place de cette démarche PTGE,.

#### PTGE Bassin du Curé (depuis 2023)
La Communauté d’Agglomération de la Rochelle, le SYRIMA et la Chambre d’Agriculture de la Charente-Maritime ont souhaité co-porter le Projet de Territoire pour la Gestion de l’Eau (PTGE) sur le bassin du Curé, en continuité du précédent CTGQ,,

### Projet du Syres 17 (6 réserves)
| - Bassin hydrographique : Loire-Bretagne - Territoire : bassin du Curé - Communes concernées : Anais, Benon, Le Gué-d'Alleré, Saint-Médard-d'Aunis, Saint-Sauveur-d'Aunis et Saint-Xandre - Caractéristiques du projet : 6 réserves pour 1,6 million de mètres cubes stockés - Porteur du projet : Syndicat mixte des réserves de substitution de la Charente-Maritime (Syres 17) |

#### Procédures judiciaires
2016 : le syndicat mixte des réserves de substitution de la Charente-Maritime (SYRES 17) dépose le 21 décembre 2016 une demande d’autorisation unique pour la construction et l’exploitation, sur le territoire des communes d’Anais, Benon, Le-Gué-d’Alléré, Saint-Médard-d’Aunis, Saint-Sauveur-d’Aunis et Saint-Xandre, de six réserves de substitution à usage agricole, représentant un stockage de 1,6 million de mètres cubes d’eau.
2018 : enquête publique en juin. Le commissaire demande, en conclusion de l'enquête, des éclaircissements sur divers points notamment sur les volumes prélevés, qui semblent en augmentation de 9 % par rapport à ceux de 2007, et sur un avis négatif de l’ARS.
2019 : le 21 janvier, le préfet autorise les prélèvements projetés et la construction des 5 retenues.
2020 : le tribunal administratif de Poitiers annule cet arrêté par un jugement du 4 juin 2020, au motif que le volume des retenues projetées n’est pas conforme au règlement du schéma d'aménagement et de gestion des eaux (SAGE) de la Sèvre niortaise et du Marais poitevin, dont l’objet est notamment d’assurer une gestion équilibrée et durable de la ressource en eau. Les 28 juillet et 3 septembre 2020, le syndicat mixte des réserves de substitution de la Charente-Maritime (SYRES 17) dépose une requête et un mémoire complémentaire visant à annuler cette annulation.
2023 : le 21 janvier, la cour d’appel de Bordeaux confirme l'annulation de l’autorisation des 6 réserves de substitution. Les 13 cultivateurs céréaliers auraient pu prélever 1,6 million de mètres cubes d’eau, une estimation de consommation jugée incohérente vis-à-vis des mesures imposées par le Schéma d'aménagement et de gestion des eaux (SAGE).

## Bassin du Clain

### Caractéristiques du territoire
| - Bassin hydrographique : Bassin Loire-Bretagne - Caractéristiques du projet : 30 réserves (initialement 41) pour 8,8 millions de mètres cubes stockés - Prélèvements de 18,2 Mm3 à l'étiage (contre 28,7 antérieurement) - 153 exploitations agricoles, + de 1 200 salariés et saisonniers - Cultures spécialisées (semences, maraichage, arboriculture...) : 60 fermes (1/3 des producteurs) - Élevage : 61 exploitations (37 % des exploitations) - Cultures en agriculture biologique : 8 % des surfaces |

Plusieurs projets de stockage de l’eau sont portés par Rés’eau Clain et 5 Sociétés coopératives anonymes de gestion de l'eau (SCAGE) avec la création de réserves de substitution. Ces réserves doivent permettre de substituer les prélèvements en période estivale (basses eaux) par des remplissages en période hivernale (hautes eaux) afin de maintenir l’irrigation pour les exploitations concernées et permettre le 
maintien de l’irrigation estivale pour les autres exploitations, non connectées en raison de la moindre pression estivale sur le milieu

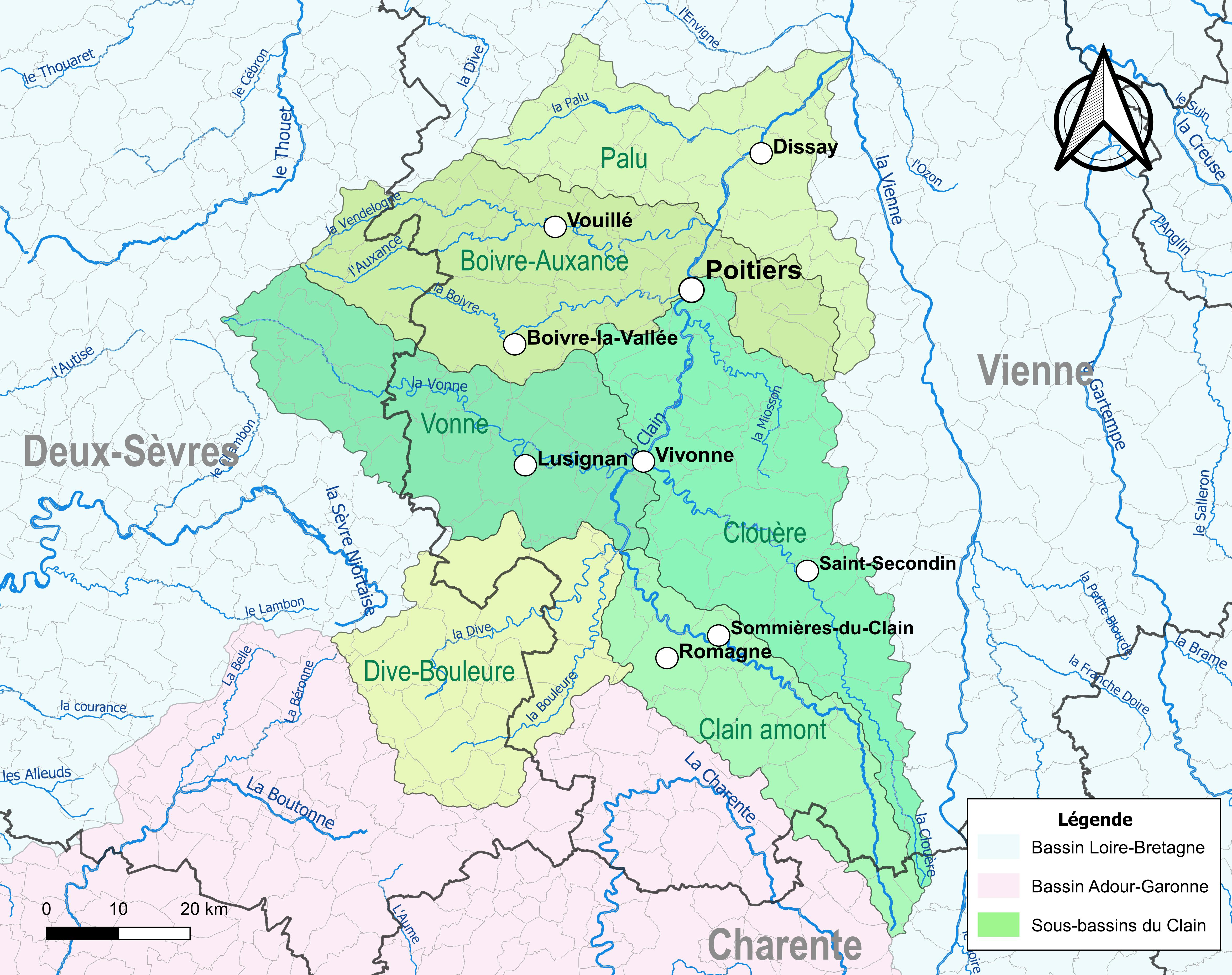
Carte des sous-bassins du Clain.

#### CTGQ Clain (2013-2018)
Le Clain parcourt 125 km de sa source sur la commune de Hiesse (16) à sa confluence avec la Vienne à Cenon-sur-Vienne (86). Son bassin versant de plus 3 000 km2 s’étend sur trois départements (Vienne, Deux Sèvres et Charente). L’activité agricole, qui occupe près de 65 % du territoire, constitue un des enjeux majeurs pour cet espace avec notamment un rôle économique, paysager et sociétal. Le bassin est caractérisé par un déficit quantitatif chronique des ressources en eau par rapport aux besoins, d'où son classement en Zone de répartition des raux (ZRE). Un premier contrat territorial de gestion quantitative de l'eau (CTGQ) a été mis en œuvre par la Chambre d'agriculture de la Vienne sur la période 2013-2018 afin d'améliorer la gestion de la ressource en eau, dans un contexte d’atteinte du volume prélevable (17,5 Mm3) en période d’étiage.
Ce CTGQ, articulé autour de quatre grandes thématiques (animation, accompagnement des exploitations, communication et projet de stockage) a permis de réaliser une économie d’eau en période d’étiage de plus de 4,5 Mm3 et d’aboutir à un projet de stockage de 11 Mm3.

#### Contrat territorial Clain 2023-2028
Un projet de construction de 30 réserves de substitution, capables de stocker jusqu'à 8,8 millions de m3 d’eau, est porté par Rés’eau Clain et 5 Sociétés Coopératives Anonymes de Gestion de l’Eau (SCAGE). Ces réserves doivent permettre de substituer les prélèvements en période estivale (basses eaux) par des remplissages en période hivernale (hautes eaux) afin de maintenir l’irrigation pour les exploitations concernées et permettre le maintien de l’irrigation estivale pour les autres exploitations, non connectées en raison de la moindre pression estivale sur le milieu. La démarche doit aboutir à un contrat territorial Clain pour la période 2023-2028, comprenant un ensemble de mesures accompagnatrices.
La préfecture reconnaît implicitement en 2022 que, malgré le protocole d'accord signé en novembre 2022, le débat sur le partage de la ressource hydrique reste à mener, puisqu’elle annonce un éventuel projet de territoire incluant tous les acteurs de l’eau… mais pour plus tard, après le lancement du chantier des bassines. Le futur projet de territoire s'appuiera sur une étude importante – dite « Hydrologie, milieux, usages et climat » (HMUC) – engagée sur l’état de la ressource mais dont les résultats ne seront connus que courant 2023.
Ce contrat de territoire Clain doit se développer sur une première période 2023-2028, avec un bilan intermédiaire en 2025. Il doit s'articuler avec le contrat territorial des milieux aquatiques (CTMA) qui doit aussi être validé en 2023.

### Chronologie du projet
- 2011 : définition des volumes prélevables
- 2012-2013 : Le projet initial de création de 41 réserves est découpé en 5 lots portés par de 5 sociétés coopératives anonymes de gestion de l'eau (SCAGE) (Clain Moyen, La Clouère, Dive Bouleure/ Clain Amont, Auxances et Pallu) - Création de Rése'Eau Clain[100]
- 2016 : conclusions de l'étude du BRGM.

### Autorisations d'exploiter les réserves et procédures judiciaires associées (2017-2023)
- 2017 :  arrêté interdépartemental du 11 août 2017 autorisation unique de prélèvement (AUP) de 28,7 Mm3 global annuel sur la totalité du bassin du Clain, un volume qui a vocation à diminuer au fur et à mesure de la construction des réserves[101]. Par ailleurs quatre arrêtés préfectoraux valant autorisation unique de création et d'exploitation de réserves de substitution sont signés pour 4 des 5 SCAGE[99] : le 7 juillet 2017 pour la SCAGE Clouère (8 réserves), le 30 octobre pour la SCAGE de la Dive Bouleure Clain Amont (6 réserves)[14], le 10 novembre pour la SCAGE de l'Auxances (6 réserves)[17] et le 7 décembre pour la SCAGE du Clain moyen (15 réserves)[20].
- 2018 - l'association pour la Protection de la Nature et de l'Environnement du département de la Vienne, dite Vienne Nature, l'association Poitou Charente Nature, l'Union Fédérale des Consommateurs (UFC) Que Choisir de la Vienne, la Confédération paysanne de la Vienne, l'association ADEMA et l'association Vivrenclain déposent un recours auprès du tribunal de Poitiers en vue de faire annuler les arrêtés préfectoraux autorisant les réserves sur le Clain moyen, la Dive Bouleure Clain Amont et l'Auxances[17].
- 2019 : Le tribunal administratif de Poitiers annule le 6 juin 2019 l'autorisation délivrée pour la construction de huit réserves de substitution sur la Clouère[11].
- 2020 : les requêtes intentées devant le tribunal de Poitiers contre Dive Bouleure Clain Amont, Auxances et Clain moyen sont rejetées en juin. Les associations font appel en juillet, soutenant que l'étude d'impact est insuffisante et que le projet étant fractionné, il n'est pas possible d'appréhender l'impact global sur le territoire
- 2021 : Autorisation préfectorale pour les 6 réserves de la 5e SCAGE « Pallu » le 20 mai 2021, sur les communes de Champigny-en-Rochereau, Saint-Martin-la-Pallu et Jaunay-Marigny[102],[99].
- 2023 : les 27 réserves des 3 premières SCAGE sont définitivement validées. Les trois demandes sur les bassins du Clain Moyen, de la Dive-Bouleure Clain Amont et de l’Auxances sont en effet rejetées par la cour d'appel de Bordeaux dans une décision du 4 avril 2023. La Cour d'appel estime que les arguments sur l’insuffisance de l’étude d’impact ne sont pas fondés et que le projet ne porte atteinte ni aux espèces protégées ni aux sites Natura 2000[17],[14],[20]. Les opposants annoncent toutefois continuer leur combat[103].

#### Protocoles pour l'exploitation des réserves (2019-2023)
- 2019 : lancement d'une consultation par la préfete en septembre - présentation du projet de territoire agricole irrigants (PTAI)
- 2021 : concertation sur protocole 1 de mai à octobre. Version 1 du protocole en décembre.
- 2022 : Une deuxième version du protocole est présentée en juillet. Il comporte désormais 30 réserves (contre 41 initialement), pour une capacité totale de 8,8 millions de m3 d’eau. Elles sont concentrées principalement sur les communautés de communes du Haut-Poitou (9), du Civraisien (8) et des Vallées du Clain (6), le reste étant réparti sur Grand Poitiers (4), Vienne et Gartempe (2) et en Deux-Sèvres, avec un projet à Rom. Le protocole d'accord impose également de nouvelles obligations de la part des irrigants. Sur la gestion de l'eau, ils devront restaurer morphologiquement 22 km de cours d'eau et 70 % de zones humides dégradées d'ici 2028, limiter fortement l'impact des drainages agricoles sur la même échéance, et réduire fortement l'utilisation de produits phytosanitaires, en plus des nitrates[104].
Le protocole est signé le 2 novembre par les acteurs favorables au projet, à savoir 41 parmi les 54 acteurs consultés depuis 2019. Six se sont abstenus, parmi lesquels la communauté urbaine du Grand Poitiers et la Chambre d'agriculture de la Vienne, tenue par la Coordination rurale. Sept ont refusé de signer le document, dont plusieurs communes, comme Vouillé ou Migné-Auxances, ainsi que les associations environnementales[105]. Le vice-président de la communauté urbaine du Grand Poitiers déclare que l'intercommunalité, qui avec sa régie publique produit l'eau potable et gère l’assainissement pour les habitants de l’agglomération, n’a pas voulu s’associer au protocole, non par opposition de principe au fait de prélever de l’eau de novembre à mars pour l’utiliser le reste de l’année, mais « parce que ce projet est mené à l’envers avec une forme de gouvernance que nous avons découvert à la dernière minute et qui ne nous plaît pas »[98].

#### Projet isolé de 2013 abandonné

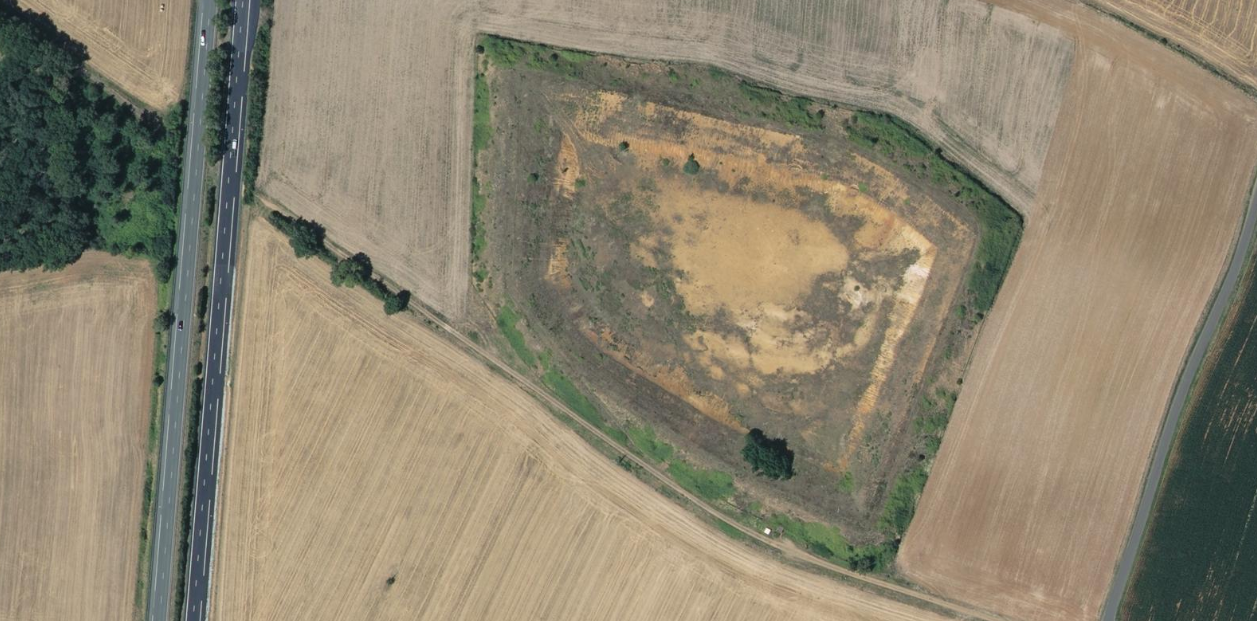
Une des bassines de Vivonne (Vienne) en 2020, plusieurs années après son abandon.

Deux méga-bassines sont construites sur le territoire de la commune de Vivonne, dans la Vienne, vers 2013. Dix ans plus tard, elles ne sont pas utilisées. L'une d'elles s'effondre sous le poids de son eau, l'étude préalable des sols karstiques n’ayant pas détecté la présence d’un gouffre quelques centimètres sous la bassine. Personne de ce fait n'a voulu prendre le risque de remplir la seconde. Dix ans après, il reste un cratère de plus de deux hectares sans végétation. Un projet de couverture par un champ de panneaux solaires photovoltaïques est envisagé, dénotant une perte définitive du terrain pour l'agriculture.

### Caractéristiques des projets

#### Projet de la SCAGE Clouère (8 réserves)
Les caractéristiques des 8 réserves de la SCAGE Clouère sont les suivantes.
| Réserve                       | Commune            | Surface d'emprise au sol (Ha) | Surface maximale en eau (M) | Capacité de stockage (m3)                         | Hauteur maximale par rapport au TN (m) |
| ----------------------------- | ------------------ | ----------------------------- | --------------------------- | ------------------------------------------------- | -------------------------------------- |
| 1B-La Girouette               | Saint-Secondin     | 3,77 ha                       | 24 301 m2                   | 122 052                                           | 5,30 m                                 |
| 3B3-Brandes de la Forêt       | La Ferrière-Airoux | 5,78 ha                       | 40 971 m2                   | 297 425                                           | 7,30 m                                 |
| 8D - La Roche du puits Moreau | La Ferrière-Airoux | 2,83 ha                       | 19 350 m2                   | 100 336                                           | 7,90 m                                 |
| 15A - Les Chagneroux          | Usson-du-Poitou    | 3,93 ha                       | 25 555 m2                   | 128 171                                           | 6,00 m                                 |
| 19D2 - Bel Air                | Saint-Secondin     | 3,18 ha                       | 20 663 m2                   | 106 287                                           | 5,70 m                                 |
| 19F-Brandes de Pied Barau     | Brion              | 7,63 ha                       | 52 971 m2                   | 376 566                                           | 9,90 m                                 |
| 22-La Carte de Bagne          | Usson-du-Poitou    | 8,02 ha                       | 57 708 m2                   | 401 459                                           | 10,50 m                                |
| 23A2- Brandes du Roi          | Usson-du-Poitou    | 3,97 ha                       | 30 998 m2                   | 97 217 dont : 26 103 existants, 71 114 substitués | 4,80 m                                 |

#### Projet de la SCAGE de l'Auxances (6 réserves)
Les caractéristiques des 6 réserves de la SCAGE de l'Auxances sont les suivantes.
| Retenue de substitution | Commune        | Lieu-dit             | Surface totale du site en ha | Capacité de la retenue en m3 | Volume utile en m3 | Hauteur maximale par rapport au TN (en m) |
| ----------------------- | -------------- | -------------------- | ---------------------------- | ---------------------------- | ------------------ | ----------------------------------------- |
| AUX05                   | Villiers       | Bois du Défent       | 10,16                        | 449 000                      | 420 000            | 10,30                                     |
| AUX07                   | Vouillé        | La Plie Berteau      | 12,07                        | 595 000                      | 536 066            | 11,40                                     |
| AUX08                   | Maillé         | Le Foumioux          | 9,76                         | 460 000                      | 425 344            | 10,20                                     |
| AUX31                   | Migné-Auxances | Le Coudray           | 12,91                        | 547 000                      | 490 404            | 11,50                                     |
| AUX40                   | Villiers       | Champ Loup           | 10,86                        | 497 000                      | 453 271            | 11,10                                     |
| AUX06                   | Chalandray     | La Prise de l'Épinat | 8,15                         | 248 000                      | 223 988            | 7,70                                      |
| Total                   |                |                      | 63,91                        | 2 796 000                    | 2 549 073          |                                           |

#### Projet de la SCAGE Dive Bouleure Clain Amont (6 réserves)
Les caractéristiques des 15 réserves de la SCAGE Dive Bouleure Clain Amont sont les suivantes.
| Réserve | Commune        | lieu-dit          | Surface d'emprise au sol (ha) | Capacité de stockage (m3) | Volume utile (en m3) | Hauteur maximale par rapport au TN (m) |
| ------- | -------------- | ----------------- | ----------------------------- | ------------------------- | -------------------- | -------------------------------------- |
| DBC013  | Chaunay        | Bena              | 8,26                          | 271 449                   | 256 417              | 8,9                                    |
| DBC020  | Saint-Sauvant  | La Roche Rimbault | 9,44                          | 475 338                   | 449 949              | 9                                      |
| DBC121  | Brux           | Plaine de Chauzai | 12,18                         | 541 626                   | 475 728              | 9,1                                    |
| DBC161  | Rom (79)       | Les Mareaux       | 10,37                         | 554 216                   | 523 764              | 10,1                                   |
| DBC211  | Payre          | Romagné           | 6,66                          | 281 444                   | 264 315              | 12,2                                   |
| DBC310  | Ceaux-en-Couhé | Le Remijour       | 7,05                          | 222 499                   | 207 796              | 12,4                                   |

#### Projet de la SCAGE du Clain moyen (15 réserves)
Les caractéristiques des 15 réserves de la SCAGE du Clain moyen sont les suivantes.
| Réserve                          | Commune                    | Surface d'emprise au sol (ha) | Surface maximale en eau | Capacité de stockage (m3) | Hauteur maximale par rapport au TN (m) |
| -------------------------------- | -------------------------- | ----------------------------- | ----------------------- | ------------------------- | -------------------------------------- |
| Forêt de Montbeil (17)           | Benassay                   | 8,55 ha                       | 5,61 ha                 | 364 958                   | 6,96                                   |
| Les Champs du Moulin à vent (16) | Benassay                   | 5,18 ha                       | 3,24 ha                 | 185 625                   | 5,77                                   |
| La Gaucherie (13)                | Coulombiers                | 7,19 ha                       | 4,60 ha                 | 337 413                   | 7,82                                   |
| La Verne (12)                    | Coulombiers                | 2,69 ha                       | 1,58 ha                 | 73 506                    | 4,96                                   |
| Les Fonienolles (9)              | Marçay                     | 5,07 ha                       | 3,01 ha                 | 210 204                   | 6,89                                   |
| Le Bois Pnoux (11)               | Marigny-Chemereau          | 4,18 ha                       | 2,60 ha                 | 141 755                   | 6,84                                   |
| Le Prensour (25)                 | Iteuil                     | 4,50 ha                       | 2,87 ha                 | 167 201                   | 9,39                                   |
| Les Groies du Peu (7)            | Vivonne                    | 6,90 ha                       | 3,79 ha                 | 383 490                   | 11,12                                  |
| Les Champs Pichât (2)            | Aslonnes / Château-Larcher | 5,86 ha                       | 3,98 ha                 | 300 388                   | 7,65                                   |
| Le Grand Goulard (1)             | Aslonnes                   | 5,82 ha                       | 3,33 ha                 | 246 901                   | 8,49                                   |
| Roumetto (3)                     | Aslonnes                   | 4,97 ha                       | 3,33 ha                 | 245 698                   | 8,59                                   |
| La Fricaudière (1B)              | Roches-Prémarie-Andillé    | 2,82 ha                       | 1,64 ha                 | 111 116                   | 5,32                                   |
| Le Bois Touchard (4)             | Roches-Prémarie-Andillé    | 9,08 ha                       | 6,67 ha                 | 304 626                   | 9,83                                   |
| Raboué (6)                       | Roches-Prémarie-Andillé    | 3,55 ha                       | 2,31 ha                 | 102 594                   | 7,32                                   |
| Toucheneau(19)                   | Smarves                    | 3,63 ha                       | 2,36 ha                 | 116 193                   | 6,03                                   |

#### Projet de la SCAGE de la Pallu (6 réserves)
| Réserve                | Commune             | Surface | Stockage (en m3) | Hauteur max |
| ---------------------- | ------------------- | ------- | ---------------- | ----------- |
| 3 - Quater Aux Suppes  | Le Rochereau        | 6,81 ha | 265 533          | 9,45 m      |
| 7 - Le Russon          | Champigny-le-Sec    | 4,56 ha | 190 690          | 5,90 m      |
| 13 - La Lise           | Champigny-le-Sec    | 8,53 ha | 374 462          | 7,95 m      |
| 18 Bis - La Michèle    | Vendeuvre-du-Poitou | 5,50 ha | 191 170          | 8,60 m      |
| 19 bis - La Sablière   | Jaunay-Marigny      | 6,72 ha | 306 850          | 8,60 m      |
| 25 - Les Terres Rouges | Jaunay-Marigny      | 5,50 ha | 152 109          | 4,10 m      |